# Hunzikeria texana
Hunzikeria texana ist eine Pflanzenart aus der Gattung Hunzikeria in der Familie der Nachtschattengewächse (Solanaceae). Das Verbreitungsgebiet der Art liegt in Mexiko und Texas.

## Beschreibung
Hunzikeria texana ist eine kleine, verholzende, ausdauernde Pflanze, die bis zu 20 cm hoch wird. Sie verzweigt von einer holzigen Basis mit schlanken, aber früh verholzenden Zweigen, die mit kurzen, klebrigen Trichomen dicht behaart sind. Die Blattspreiten der Laubblätter sind ganzrandig, umgekehrt eiförmig bis umgekehrt lanzettlich oder gelegentlich keilförmig. Meist sind sie 10 bis 20 mm lang und 5 bis 8 mm breit. Nach vorn sind sie meist spitz oder gelegentlich abgestumpft, die Basis ist spitz oder spitz zulaufend. Die Blattaderung ist nur undeutlich zu erkennen. Eine feine Behaarung ist vor allem auf der Unterseite vorhanden, auch Blattrand und die Blattachse sind bewimpert. Die Blattstiele werden meist 2 bis 5 mm lang.
Die endständigen oder nahezu endständigen Blüten stehen einzeln oder paarweise an etwa 7 mm langen, drehrunden Blütenstielen. Diese sind filzig behaart und werden von Laubblättern normaler Größe umgeben. Der Kelch ist umgekehrt konisch, zehnnervig und etwa 10 mm lang, seine gesamte Oberfläche ist filzig behaart. Der Kelch ist mit fünf dreieckigen, etwa 3 mm langen Zipfeln besetzt. Die Krone ist stieltellerförmig und hell purpurn oder purpurn-pink gefärbt. Die Außenseite ist mit verkürzten Trichomen behaart. Die schlanke Kronröhre ist 15 bis 25 mm lang, etwa 0,5 mm breit und nach oben nur leicht verbreitert. Der Kronschlund ist auf etwa 2 mm verbreitert, um die Staubbeutel aufzunehmen. Der Kronsaum steht leicht schräg zur Kronröhre und misst 20 bis 23 mm im Durchmesser. Er ist bis etwa zur Hälfte in fünf Kronlappen geteilt, diese sind nahezu gleichmäßig abgerundet-stumpf geformt. Die vier Staubfäden setzen weit unten in der Kronröhre an, beim oberen Paar sind sie stark verkürzt. Gelegentlich ist ein fadenförmiges Staminodium ausgebildet. Der Griffel ist knapp unterhalb der Narbe mit zwei Flügeln versehen. Die Narbe selbst ist in zwei halbmondförmige Arme geteilt. Sie befindet sich innerhalb der Kronröhre und wird von den Staubbeuteln umschlossen.
Zur Fruchtreife vergrößern sich die Blütenstiele nicht, der Kelch ist nur leicht vergrößert. Der Kelch umschließt die zweikammerige Kapselfrucht. In ihr befinden sich etwa fünf relativ große Samen. Diese sind rötlich, langgestreckt, etwa 1,5 mm lang und mit etwa acht groben, quer verlaufenden, dunkler gefärbten Furchen versehen.

## Verbreitung und Standorte
Die Art wurde in Texas sowie in den mexikanischen Bundesstaaten Chihuahua, Coahuila und San Luis Potosí gesammelt. Die Standorte sind vor allem steinige, kalkhaltige Hänge entlang der östlichen Seite des Edwards Plateau und der Sierra Madre Oriental.